# Љубица Геровац
Љубица Геровац (Језеране, код Оточца, 20. септембар 1919 — Језеране, код Оточца, 16. април 1942) била  је учесница Народноослободилачке борбе и народни херој Југославије.

## Биографија
Рођена је 20. септембра 1919. године у селу Језеранама, код мјеста Оточца у Лици. Као дијете сиромашних српских земљорадника, чији се отац бавио и зидарским занатом, завршила је основну школу у родном мјесту, а Грађанску школу у Загребу. Још као дјевојчица, одлична ученица, сврстава се 1934. године у редове револуционарне средњошколске омладине.
После завршетка Грађанске школе уписује се у Трговачку академију у Загребу. У школи је била једна од најактивнијих омладинки. Популаризује леву литературу, окупља омладину и говори јој да је њено мјесто и будућност с радничком класом. Због таквих активности, брзо су је уочиле школске власти и полиција, која ју је ухапсила 1937. године. Пред полицијом се држала као стара прекаљена револуционарка, није дала ни ријеч признања. Кад је послије неколико дана пуштена на слободу, постала је још активнија. Убрзо затим примљена је у Савез комунистичке омладине Југославије. У јесен 1937. је истјерана из Трговачке академије у Загребу, па школовање и револуционарни рад наставља у Бањој Луци. Током 1939. и 1940. године полиција је хапси, али поново од ње никакво признање није извукла.
У јесен 1940. године уписује се у Економско-комерцијалну високу школу у Загребу, гдје политички постаје још активнија. Истовремено не губи везу ни с родним крајем, а сарађује и у „Сељачкој мисли“. За члана Комунистичке партије Југославије (КПЈ) примљена је 1940. године, а убрзо постаје и секретар партијске ћелије Економско-комерцијалне високе школе.
После окупације земље, у љето 1941. године, Љубица одлази у Лику и одмах се заједно с другим комунистима укључује у рад на припремама за оружани устанак. Неуморно обилази села, окупља омладину и жене, и с пуно полета указује им на злочиначку политику окупатора и усташа и перспективе оружане борбе. Кад је почео устанак, заједно с партизанским групама учествује у оружаним акцијама. У јесен 1941. изабрана је за члана Котарског комитета КПХ за котар Бриње, и секретара Котарског комитета СКОЈ-а за Бриње. Посебно се истицала у раду на стварању братства и јединства између српског и хрватског народа у Лици. Као млада жена пуна полета и ведрине, а уз то необично храбра и неустрашива, била је веома популарна и омиљена, нарочито међу омладином и женама.
Приликом напада личких и приморско-горанских партизана на усташе у Језеранама, Љубица је предводила вод батаљона „Марко Орешковић“, и успјела да га неопажено поред бункера доведе до цркве у селу. Али кад се враћала по други дио бораца, да и њих уведе у село, била је примећена од усташа и убијена 16. априла 1942. године. Мртву, усташе су је звјерски масакрирале. У част храбре револуционарке, Брињски батаљон је прозван батаљон „Љубице Геровац“, који се под њеним именом храбро борио до краја рата. Љубичина рођена сестра Вера, била је супруга Јакова Блажевића, такође народног хероја. Њена мајка Анка Геровац била је носилац Партизанске споменице 1941, а умрла је маја 1978. у 83 години.
Указом председника ФНР Југославије Јосипа Броза Тита 27. новембра 1953. проглашена је за народног хероја.